# Palais Saint-Éric
Le palais Saint-Éric (en suédois : Sankt Erikspalatset) est un édifice situé dans le quartier de Kungsholmen à Stockholm en Suède,

## Présentation
L'édifice est un bâtiment portail situé sur le côté sud-ouest du Sankt Eriksbron à l'adresse Sankt Eriksgatan 63. 
Le palais Saint-Éric est le symétrique du Palais des sports situé de l'autre côté de Sankt Eriksgatan. 
Le bâtiment est classé bleu par le Musée municipal de Stockholm, ce qui signifie que le bâtiment possède des « valeurs culturelles et historiques particulièrement élevées » correspondant aux exigences des bâtiments classés Byggnadsminne.

## Histoire
Le palais Saint-Éric a été construit de 1907 à 1910. Le bâtiment mesure 58 mètres de haut et était le plus haut bâtiment de Suède entre 1909 et 1924. 
Le cabinet d'architectes Dorph & Höög (Victor Dorph et Anders Höög) a signé les plans, mais leur futur partenaire Gunnar Morssing a été responsable de la conception.
La construction avait été précédée d'une proposition pour la conception de l'îlot Kungsholmskvarteren sur les côtés respectifs du pont, qui a été présentée conjointement par les cabinets d'architectes Dorph & Höög et Hagström & Ekman.
Le constructeur du palais Saint-Éric était le fabricant Gustaf Larsson. 
Le coût de construction estimé était de 1,4 million de SEK, mais a été dépassé de 200 000 SEK.
Au grand dam du promoteur, le bâtiment était presque inhabité à la fin de l'automne 1910 et il fut question de le vendre aux enchères. 
La tour rappelle quelque peu les premiers gratte-ciel américains, mais le bâtiment est fondamentalement conçu dans un mélange de romantisme national et d'Art nouveau qui était relativement typique du début du XXème siècle. 
La façade est crépie et peinte d'une couleur rouge rouille et ornée de bandes horizontales et d'autres décorations en pierre calcaire avec des détails Art Nouveau. 
Les façades sont dotées de baies vitrées et de balcons.
Le bâtiment était destiné principalement à être résidentiel, mais aussi d'abriter des bureaux.
Le bâtiment situé en dessous du niveau de la rue était destiné à des fins industrielles. 
Pour contourner la restriction de hauteur de 22 mètres, les architectes ont superposé deux bâtiments distincts.
La façade donnant sur la rue Kungsholms strand est rustique et construite en granit brut avec une balustrade en pierre au sommet. 
Il fallut attendre 1929-1930 pour que le Palais des Sports soit construit à Sankt Eriksgatan 58-60 selon les plans de l'architecte Jean Sigfrid Adrian.

## Galerie

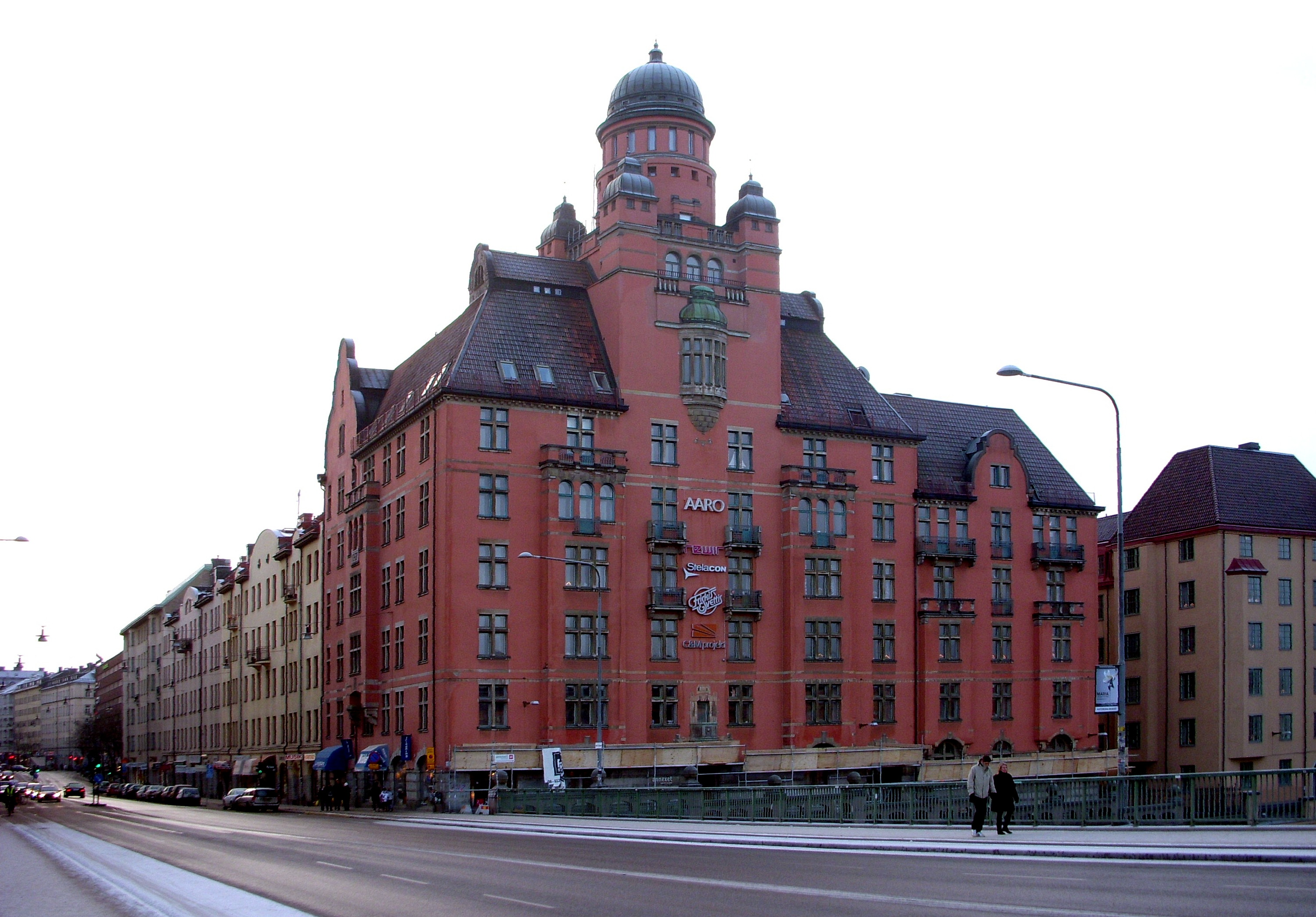
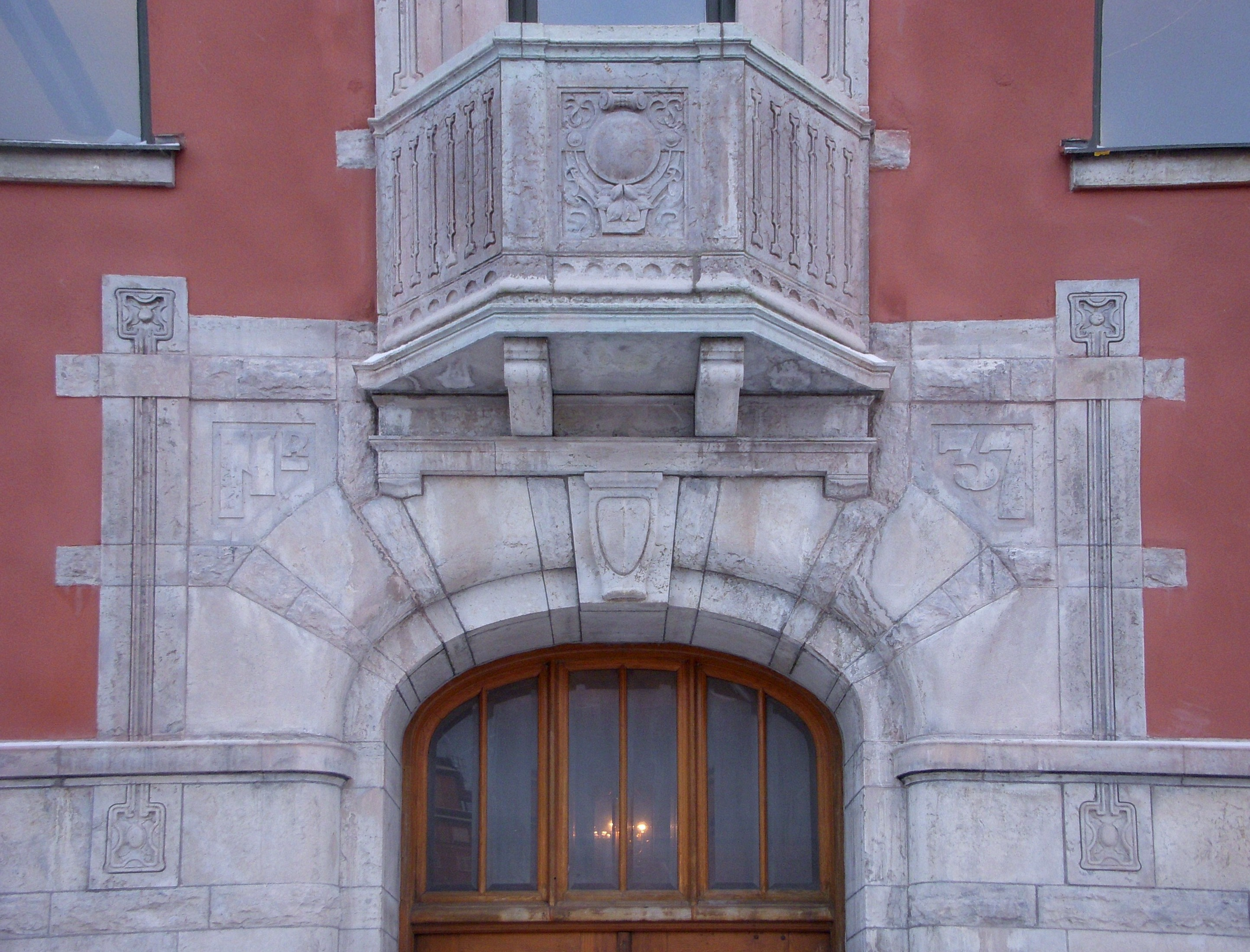
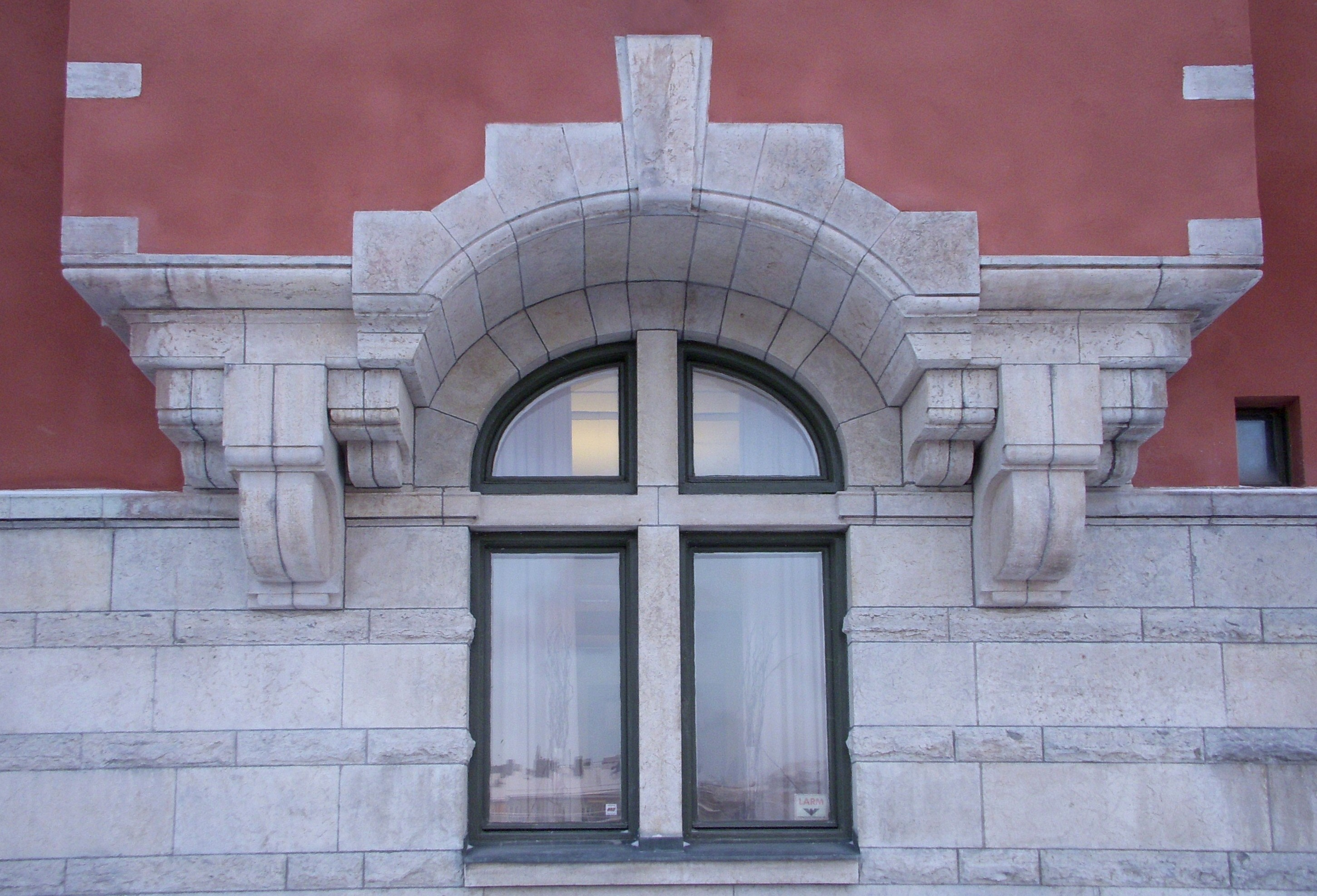
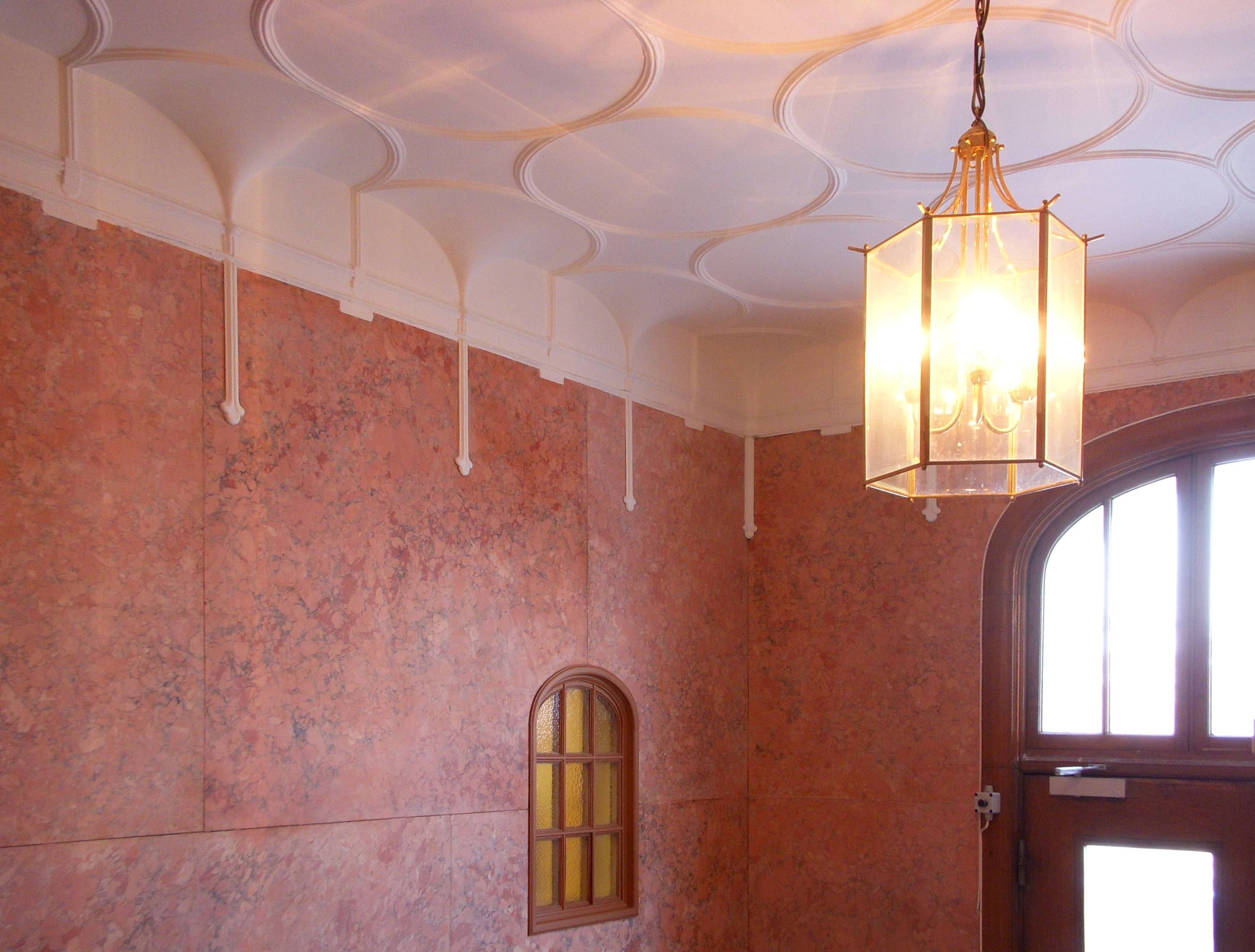
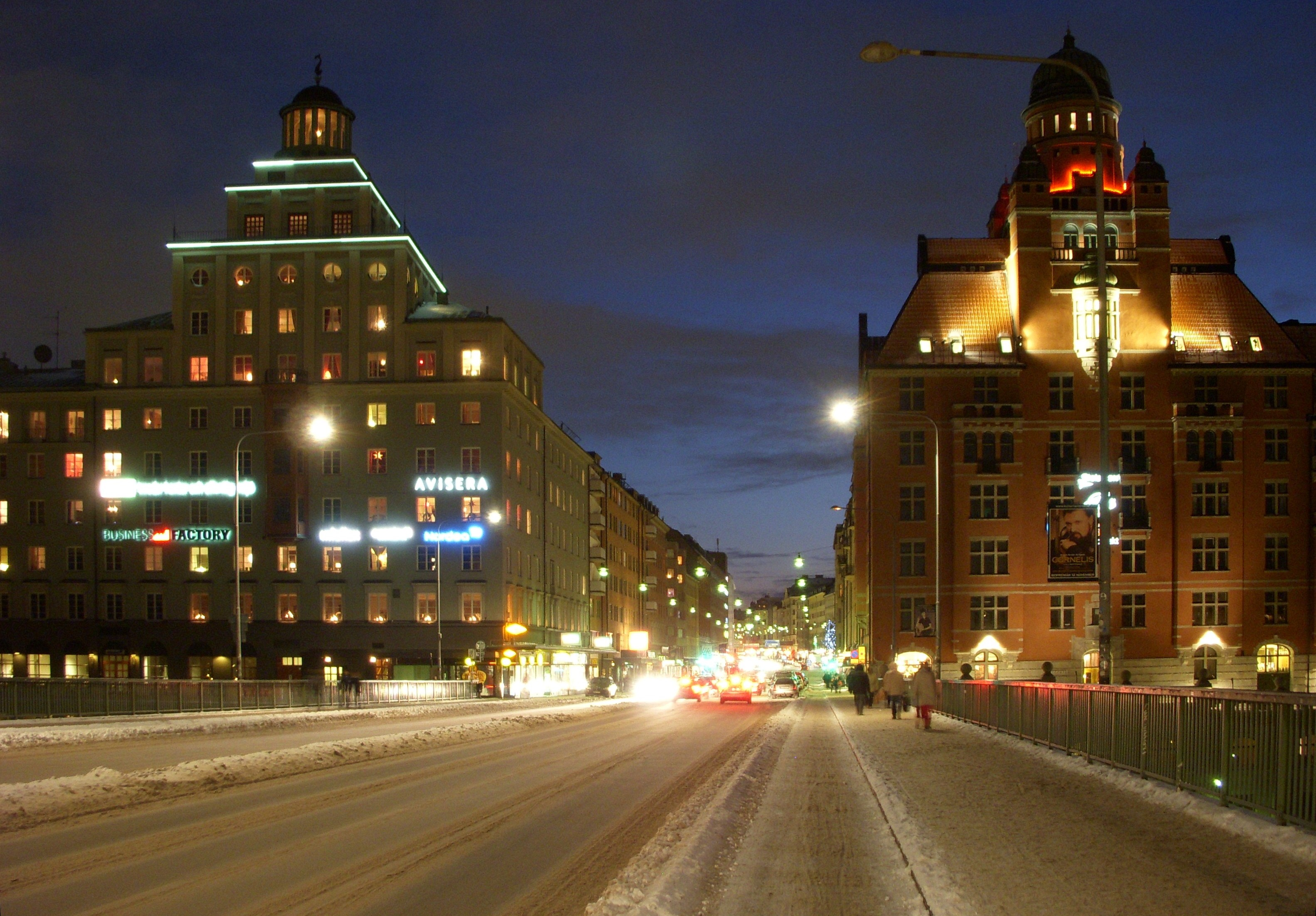